# Clinton–Washington Avenues (stacja metra na Crosstown Line)
Clinton–Washington Avenues – stacja metra nowojorskiego, na linii G. Znajduje się w dzielnicy Brooklyn, w Nowym Jorku i zlokalizowana jest pomiędzy stacjami Classon Avenue i Fulton Street. Została otwarta 1 lipca 1937.